# Borow doł
Borow doł (bułg. Боров дол) – wieś w południowo-wschodniej Bułgarii, w obwodzie Sliwen, w gminie Twyrdica. Według danych Narodowego Instytutu Statystycznego, 31 grudnia 2011 roku wieś liczyła 509 mieszkańców.

## Położenie
Borow doł znajduje się u podnóża Starej Płaniny. Przez miejscowość przepływa Belenska reka. Pod szczytami Kawaka, Sarkydży, Karakjotuk, Czamborun, znajduje się źródło wody mineralnej, którą wydobywa się. Butelkowana woda jest eksportowana do Włoch.

## Atrakcje
Co roku w październiku, przez Borow doł przebiega trasa rajdu Twyrdicy. W latach 1976–1988 przebiegała tu trasa rajdu Złotych Piasków. Wieś znajduje się na granicy ziemi projektowanej do obszaru Natura 2000.